# گاستون دولاپلان
گاستون دولاپلان (انگلیسی: Gaston Delaplane; ۶ مارس ۱۸۸۲ – ۱۲ دسامبر ۱۹۷۷) دوچرخه‌سوار اهل فرانسه بود.
وی در مسابقات کشوری و بین‌المللی در مجموع برندهٔ ۱ مدال طلا، ۱ مدال نقره، ۱ مدال برنز شده‌است.